# Prüne
Prüne es una marca argentina de carteras, calzados, abrigos y accesorios creada en 1999 a partir de una curtiembre familiar radicada en Avellaneda que había nacido más de una veintena de años atrás.

## Historia
En 1973 se fundó en la localidad de Avellaneda una curtiembre familiar, que fue nombrada como "Cuerex", la cual se industrializó para 1977 produciendo su propia materia prima y fabricando carteras que luego exportaba a Estados Unidos y Europa. Durante once años tuvieron la licencia de Cacharel y Kenzo y de la marca alemana Bree fueron los únicos proveedores argentinos durante una década.
"Entonces no existía el boom de Asia. Vendíamos a Sacks Fifth Avenue, Bloomingdales, Macy´s, Harrods de Inglaterra, Galerías Lafayette y El Corte Inglés". Durante la Guerra de Malvinas debieron enfocarse en la producción nacional. En marzo de 1999 dejaron el área industrial y lanzaron su propia marca, para entonces tenían 100 empleados y María Eugenia, la mujer de Gary Farell el dueño de la compañía, ya se había sumado al equipo hacía cuatro años.
Ambos crearon Prüne poniendo atención a cada pequeño detalle en los locales, su primer local fue en Paseo Alcorta y para 2002 inauguraron el local en Galerías Pacífico.

"En Garonne, una región de Francia, en 1800, tras una sequía muy grande, las ciruelas se las valoraba tanto que eran moneda de cambio. Incluso se las consideraba un homenaje, un regalo de enamorados. Nos encantó la historia. A partir de ahí experimentamos varias tartas de prune -ciruela en francés- que eran devoradas en casa. Cuando buscábamos nombre para la marca, llamamos a una empresa especialista y después de analizar 50, el que más nos gustó fue Prüne. Le sumamos la diéresis para marcar la u."

Como anecdótico cuentan que se alentó a los propios operarios de la empresa a que pusieran sus propios talleres ya que no contaban con demasiada mano de obra especializada.
En 2003 lanzaron su primera fragancia, para fines de 2011 ya poseía cuatro: tres en el segmento común y una en el premium. Elaboradas con un acuerdo con la compañía Cannon y que le ofrece una buena rentabilidad y posicionamiento.

## Responsabilidad Social Empresaria
En septiembre de 2011, Prüne firmó un compromiso con Greenpeace por la industria de la moda libre de contaminación, y es la tercera empresa de la Argentina en hacerlo. Con ello, se exige a los proveedores de cuero "cero vertido" de contaminantes en la cuenca del Río de la Plata y se compromete a realizar procesos de producción limpia hasta completar la tarea con tiempo hasta 2020, además de hacer pública la información de sustancias peligrosas que vierten en el ambiente.
La decisión se basó luego de la publicación de un buen documentado informe de Greenpeace sobre la industria de la moda y los vertidos en la Cuenca del Plata de los establecimientos curtiembreros.

### Público objetivo
Está claramente orientada a un público femenino joven-adulto, con poder adquisitivo medio a alto, que valora tanto el diseño como la durabilidad.
Los diseños de Prüne se caracterizan por una estética moderna, urbana y sofisticada, con un enfoque claro en lo atemporal y en la elegancia funcional. 

### Opiniones de los clientes
Aunque Prüne goza de una buena reputación en términos de calidad y diseño, algunos clientes han expresado preocupaciones sobre el servicio al cliente y la experiencia de compra en línea. Existen quejas relacionadas con retrasos en los envíos, cancelaciones de pedidos sin reembolsos inmediatos y problemas con la calidad de algunos productos, como costuras defectuosas o cierres dañados.
También se puede decir que Prüne no resalta por los diseños más originales, sino por su combinabilidad fácil, y por ser una moda entre los jóvenes.